# Nigel d'Oyly
Nigel d'Oyly (Latín: Nigellus, c. 1048-1115) fue un noble anglonormando, señor del castillo de Oxford, y durante algún tiempo también de Wallingford. Alto condestable de Guillermo II de Inglaterra de Hook Norton y Fulk.
Hijo de Gilbert d'Oilly, y hermano menor de Roberto d'Oyly, a quien sucedió tras su muerte.
En algún momento entre 1086 y 1094, el abad Columbanus de Oxford le concedió a Nigel la posesión de dos molinos en el flanco oeste de Grandpont, sin embargo, en 1109 se registró que los molinos habían sido reconfirmados a la abadía.

## Herencia
Se casó con Agnes, una dama de ascendencia desconocida, y dejó varios hijos:
- Robert d'Oyly (el joven, m. 1126), primogénito, que le sucedió como Alto Condestable, señor de Hook Norton y Fulk. Casado con Edith Forne, una concubina de Enrique I de Inglaterra[4] quien concertó el matrimonio y como dote, le otorgó en señorío de  Cleydon en Buckinghamshire.[5][6] Su bisnieto Fulco d'Oyly, compartió cautiverio con Ricardo I de Inglaterra, a quien consideraba un buen amigo.[7]
- Fulco [Fulk] d'Oyly (Oilly, c. 1072-1126);
- Roger d'Oyly (Oilly, c. 1074-1131);
- Nigel II d'Oyly (Oilly, c. 1076-?);
- Margery d'Oyly (Oilly, c. 1070-?).